# Gottfried Wilhelm Becker
Gottfried Wilhelm Becker (* 22. Februar 1778 in Leipzig; † 17. Januar 1854 ebenda), auch Godefroy Becker, Guillaume Boulanger oder "*r" war Arzt und populärwissenschaftlicher Schriftsteller.

## Lebenslauf
Über seinen Werdegang ist wenig bekannt. 1801 schrieb er seine Dissertation über das Thema De nisu formativo und war fortan praktischer Arzt in Leipzig.
Becker gehörte zur Gruppe der medizinischen Volksaufklärer des 18. und 19. Jahrhunderts.
Sie folgten der in der Aufklärung verwurzelten allgemeinen Tendenz zur Popularisierung in den Wissenschaften und in der Medizin, mit der die Aufklärer die gesellschaftliche Exklusivität des Wissens beenden wollten. Wegen der Fülle der von ihm veröffentlichten Werke kann man ihn als Polygraphen bezeichnen. Weitere Vertreter seiner Zunft waren beispielsweise Philipp Cornelius Heineken oder Johann Friedrich Ernst Albrecht.
Anhand der von Becker verfassten Bücher nicht-medizinischen Inhalts lässt sich erkennen, dass er am Kriegsgeschehen in bzw. bei Leipzig ( Völkerschlacht bei Leipzig 1813) direkten Anteil hatte und vermutlich als Feldarzt eingesetzt wurde. Beckers Werk Gemälde von Leipzig und seiner Umgebung von 1823 gibt allgemeine Informationen über das Leipzig des frühen 19. Jahrhunderts. Neben historischen Daten erfährt der Leser über die Topographie im Allgemeinen. Leipzigs Lage, Klima, Luftbeschaffenheit und Witterung, Boden und Erzeugnisse desselben, Flüsse etc. Becker beschreibt Straßen, öffentliche Gebäude und Einrichtungen der Stadt und liefert statistische Daten über die Einwohner Leipzigs (Zahl, Geburts- und Sterberaten, Hochzeiten).
Beckers Ehefrau (* 1777) starb 1813, einer der zwei Söhne (* 1803 bzw. 1804) schon 1815 im Alter von 12 Jahren.
1828 erfolgte eine „Bestrafung von Dr. Gottfried Wilhelm Becker wegen unerlaubten Ausbietens von Arzneimitteln“.
Becker starb am 17. Januar 1854 in Leipzig und vermachte sein Haus, Neukirchhof 26, der Stadtgemeinde als Dr. Becker Blinden-Stiftung.

## Veröffentlichungen
- Populäre Menschenkunde in jeder Hinsicht. Ein Handbuch für die erwachsenere Jugend beiderlei Geschlechts, ihre Erzieher, und jeden, der sich selbst kennen lernen will. Barth, Leipzig 1803. (Digitalisat Band 1)
- Neue Haus- und Reiseapotheke oder medicinisches Noth- und Hülfsbüchlein. Nebst einer genauen Untersuchung aller wirksamen und überall zu habenden Hausmittel. Für Oekonomen, Gutsbesitzer, Dorfprediger, Landleute und Reisende. Leipzig 1803. (Digitalisat)
- Verhütung und Heilung der Onanie mit allen ihren Folgen bei beiden Geschlechtern. 4. Auflage, Engelmann, Leipzig 1820. (Digitalisat der 4. Aufl. 1820)
- Die monatliche Reinigung des zweyten Geschlechts. Ein Handbuch, welches die Nothwendigkeit der Aufmerksamkeit auf dieses Zeichen der Gesundheit beym schönen Geschlechte darstellt. Gräff, Leipzig 1808. (Digitalisat der Ausg. Friese, Pirna 1810)
- Neue Untersuchungen über die Lebenskraft organisierter Körper mit einer vorzüglichen Hinsicht auf den Bildungstrieb. Für Aerzte und Weltweise. Siegert, Liegnitz/Leipzig 1802.
- Wohlgemeinter Rath an ehefähige Mädchen, neu verheiratete Gattinnen, Schwangere und Wöchnerinnen. Für Teutschlands Töchter u. Weiber, die frohe Gattinnen und gesunde Mütter werden wollen. Supprian, Leipzig 1803. (Digitalisat)
- Die sichersten Mittel, sich von Krämpfen zu befreien. Pirna 1803.
- Guter Rath an meine Freunde, die Hypochondristen. Für alle, die an diesem Uebel leiden oder daran zu leiden fürchten. Jacobäer, Leipzig 1803. (Digitalisat)
- Schnupfen und Husten. Ein guter Rath an meine Mitbürger, die sich gegen ihn und seine Folgen, besonders die Auszehrung, Schwindsucht etc. schützen und, von ihm überfallen, sich und die Ihrigen heilen wollen. Expedition des Schweizerbothen, Pirna 1805. (Digitalisat der 2. Aufl. 1809)
- Neue Haus- und Reise-Apotheke, oder medicinisches Noth- und Hülfsbüchlein : nebst einer genauen Untersuchung aller wirksamen und überall zu habenden Hausmittel ; für Oekonomen, Gutsbesitzer, Dorfprediger, Landleute und Reisende / von G. W. Becker. – Leipzig, 1803. Digitalisierte Ausgabe der Universitäts- und Landesbibliothek Düsseldorf
- Katechismus der Entbindungskunst oder die wohlunterrichtete Hebamme in der Stadt und auf dem Lande. Ein Büchelchen, worin über alles, was auf Erkenntniß der Schwangerschaft, die Lebensart der Schwangern, ihre Niederkunft, das Wochenbette, die neugebornen Kinder, Bezug hat, und sonst einer Hebamme zu wissen nöthig ist, ein vollständiger, gründlicher und äußerst faßlicher Unterricht ist ertheilt worden. Comptoir für Literatur, Leipzig 1805.
- Die Hämorrhoiden. Ein guter Rath für alle, die daran leiden oder sie fürchten. Böse, Weißenfels/Leipzig 1804.
- Der Familienarzt oder die Kunst, sein Leben im Genusse der Gesundheit zu führen, sich gegen Krankheiten su sichern und diese selbst erträglicher, kürzer und gefahrloser zu machen. Böse, Weißenfels/Leipzig 1804. (Digitalisat)
- Das Scharlachfieber oder Anweisung für jedermann, wie diese gefährliche Seuche möglichst zu verhüthen, ihren Fortschritten Einhalt zu thun und leicht und glücklich, auch ohne Arzt, zu heilen sey. Friese, Pirna 1804. (Digitalisat)
- Unterricht für Schwangere und Wöchnerinnen oder Anweisung wie sich Schwangere zu verhalten haben um gesund und froh zu bleiben, eine leichte Niederkunft zu erwarten und das Wochenbette bald und glöcklich überstehen zu können. Friese, Pirna 1822.
- Gicht und Rheumatismus oder Unterricht für Jedermann, wie man sich gegen alle unter dem Namen: Gicht, Podagra, Chiragra, Fluss etc. bekannten Leiden verwahren, und glücklich davon befreien kann. Friese, Pirna 1806. (Digitalisat)
- Der Rathgeber vor, bei und nach dem Beischlafe oder faßliche Anweisung, den Beischlaf so auszuüben, daß der Gesundheit kein Nachtheil zugefügt, und die Vermehrung des Geschlechtes durch schöne, gesunde und starke Kinder befördert wird. Gräff, Leipzig 1810. (Digitalisat der 6. Aufl.)
- Bibliothek der Volksarzneikunde.[1]
- Anweisung, die Gesundheit der Augen zu erhalten und die Krankheiten derselben, so weit es möglich ist, selbst zu heilen für Blindheit Befürchtende, Kurzsichtige, Weitsichtige und jeden Freund der Gesundheit seiner Augen. (die erste Auflage veröffentlichte Becker zwischen 1800 und 1805 unter dem Pseudonym Guillaume Boulanger.) Friese, Pirna 1820. (Digitalisat der 3. Aufl.)
- Der Bruchkranke oder gründliche Anweisung den Brüchen zuvorzukommen, sie zu verhüten, und wenn sie einmal entstanden sind, sie zu erkennen und zu heilen. Friese, Pirna 1810.
- Die Kunst, sich schön und jung zu erhalten. Leipzig 1806.
- Wie können Eltern den Kindern das Zahnen erleichtern? 1806.[2]
- Der Feld- und Wundarzt in Kriegs- und Friedenszeiten. Ein Hülfsbuch für die Unterfeld- und Wundärzte deutscher Armeen. Barth, Leipzig 1813.
- Ueber Pollutionen und die untrüglichsten Mittel dagegen. Gräff, Leipzig 1807. (Digitalisat der 3. Aufl. 1816)
- Die Krankheiten der Kinder, ihre Kenntniß und Heilung.

1. Band:  Ein Haus- und Hülfsbuch für Eltern und Erzieher, die ohne Arzt seyn müssen, oder seine Bemühungen unterstützen wollen. Friese, Pirna 1807. (Digitalisat)
2. Band: Der Arzt der Kinder oder Anleitung die Krankheiten der Kinder zu erkennen und zweckmäßig zu behandeln. Friese, Pirna 1809. (Digitalisat)

- Der weiße Fluß, oder, Was hat das Mädchen und das Weib zu thun, um sich gegen ihn zu schützen und sich von ihm nebst seinen nachtheiligen Folgen zu befreien. Friese, Pirna 1807.
- Der weibliche Busen, dessen Schönheit und Erhaltung physisch und moralisch dargestellt. Nebst einem Anhand von den Krankheiten desselben. Vollmer, Hamburg 1810.
- Ein paar Worte an Bruchkranke, die von ihrem Leibesschaden befreit und vor den damit verbundenen Gefahren gesichert seyn wollen. Nebst einer Anweisung zum Gebrauch seiner elastischen radikal heilenden, von der medizinischen Fakultät zu Leipzig als ganz vorzüglich anerkannten Bruch-Bandagen. Bruder & Hofmann, Leipzig 1808.
- Die Wartung des Kranken. Ein Buch für alle Familien, worin alles, was im weitesten Sinn auf Wartung und Pflege der Kranken Bezug hat, so wie die Diät in jeder einzelnen Krankheit, nebst den besten Haus- und Hülfsmitteln, und einer Auswahl der zweckmäßigsten Recepte, die jedermann anwenden kann, aufs faßlichste und vollständigste auseinander gesetzt ist. Hinrichs, Leipzig 1811. (Digitalisat der 2. Aufl.)
- Guter Rath für Schwindsüchtige und sich Auszehrende. Friese, Pirna 1808. (Digitalisat)
- Recepte und Kurarten der besten Aerzte aller Zeiten
  - 1. Fieber. Entzündungen. 3., verm. u. verb. Aufl.1817
  - 1. Fieber. Entzündungen. 1808
  - 2. Lokalentzündungen. Ausschläge. 3., verm. u. verb. Aufl.1817
  - 2. Lokalentzündungen. Ausschläge. 1809
  - 3. Schwindsuchten. Nervenkrankheiten. Gicht, Ruhr ec. Krankheiten des Blutgefäßsystems. 3., verm. u. verb. Aufl.1817
  - 3. Schwindsuchten. Nervenkrankheiten. Gicht, Ruhr ec. Krankheiten des Blutgefäßsystems. 1810
  - 4. Syphilitische Krankheiten und die des Lymphsystems ueberhaupt, der Verdauung, der Harn- und Zeugungsorgane. 3., verb. u. mit e. Reg. ueber alle 4 Bd. verm. Aufl.1818
  - 4. Syphilitische Krankheiten und die des Lymphsystems ueberhaupt, der Verdauung, der Harn- und Zeugungsorgane. 1811
- Ueber die Zähne und die sichersten Mittel, sie bis zum höchsten Alter rein, weiß, gesund und von Schmerzen frey zu erhalten. Nebst einem Unterrichte über das schwere Zahnen der Kinder. Ein Schriftchen für Jedermann. Mäcken, Reutlingen 1808.
- Das wahre Noth- und Hülfsbüchlein für Bruchkranke aller Art, in welchem über das Wesen, Die Entstehung, Verhütung und Heilung der Leisten-, Schenkel-, Nabel-, Wasser-, Fleisch- und aller andern Brüche der faßlichste und vollständigste Unterricht gegeben wird. Schneider & Weigel, Nürnberg 1808. (Digitalisat)
- Die Geheimnisse des weiblichen Geschlechts, seine Krankheiten und die Mittel dagegen. Gräff, Leipzig 1810.
- Der Rathgeber bei allen venerischen Krankheiten 1812.[3]
- Guter Rath für Taube und Schwerhörige. Haas, Wien 1816.
- Handbuch der Kriegsarzneikunde. 1816.[4]
- kurze, jedoch gründliche Anleitung, wie man gesund bleiben, sich und die Seinigen vor Krankheiten bewahren, davon heilen und zu einem frohen Alter gelangen kann. Für den gebildeten Bürger und Landmann. Mäcken, Reutlingen 1818. (Digitalisat)
- Medicinischer Hausbedarf für Frauen und Mädchen. 1822.[5]

Werke nicht-medizinischen Inhalts waren
- Philaleth über Natur, Welt und Menschenleben. Ein nützliches Allerlei, aber alles belehrend, unterhaltend und neu, für gebildete Leser aus allen Ständen. Böse, Weißenfels 1806.
- Andreas Hofer und der Freiheitskampf in Tyrol 1809. 3 Bände. Teubner, Leipzig 1841.
- Leipzigs Schreckensszenen im September und October 1813. Von *r, einem Augenzeugen. Engelmann, Leipzig 1813. (Digitalisat)
- Über den bisherigen und künftigen Einfluß Englands auf Europa und was hat Europa von ihm zu hoffen oder zu fürchten? Engelmann, Leipzig 1814. (Digitalisat)
- Friedrich Augusts des Gerechten fünfzigjährige Regierung. Klein, Leipzig 1818.
- Neuer Albertus Magnus oder auserlesene erprobte ökonomisch- technologische Kunststücke. 1822.[6]
- Gemälde von Leipzig und seiner Umgebung für Fremde und Einheimische mit besonderer Rücksicht auf die Schlachten bei der Stadt. Heinrich, Leipzig 1823. (Digitalisat)
- Napoleon. Dargestellt nach den besten Quellen. 2 Bände. Kollmann, Leipzig 1838. (Digitalisat Band 1)
- Geschichte des Kaisers Napoleon für die Jugend bearbeitet. 1846.[7]

Hinzu kamen zahlreiche Übersetzungen aus dem Französischen und Englischen sowie mehrere Aufsätze in Hufelands Journal der Heilkunde und anderen Zeitschriften.